# 栄子内親王
栄子内親王（まさこないしんのう）は、江戸時代中期の皇族。霊元天皇の第三皇女。母は新上西門院鷹司房子。夫は二条綱平、子に二条吉忠。幼称は女二宮。墓地は二尊院。 後桜町天皇の外曾祖母にあたる。

## 略歴
- 寛文13年（1673年）8月23日、霊元天皇の第三皇女として誕生。
- 貞享3年（1686年）9月30日、内親王宣下、名を栄子と賜はれ。11月28日、二条綱平と婚姻。
- 寛保3年（1743年）1月28日、二品を受ける。
- 延享3年（1746年）3月23日、74歳で死去。

## 系譜
- 男子：二条吉忠
  - 孫娘：二条舎子 - 後桜町天皇の生母